# Euscelidia discors
Euscelidia discors là một loài ruồi trong họ Asilidae. Euscelidia discors được Speiser miêu tả năm 1913. Loài này phân bố ở vùng nhiệt đới châu Phi.